# Longhui
Longhui  (en chino, 隆回; pinyin, Lónghuí (escuchar)ⓘ) es un condado  bajo la administración directa de la Prefectura Shaoyang en la Provincia de Hunan, República Popular China.  Su área es de 2867 km² y su población total para 2015 superó el 1,23 millón habitantes. 

## Administración
Desde octubre de 2022, el  Condado Longhui  se divide en 25 pueblos que se administran en 2 subdistritos,  18 poblados, 3 villas y 2 villas étnicas. 

## Toponimia
El topónimo Longhui [/Long-Juéi/] se compone de los sinogramas Long (dragón) y Hui (regreso) lo que da como resultado "el regreso de los dragones". En agosto de 1947, el Condado Longhui se formó tomando terrenos de los condados Shaoyang, Wugang y Xinhua. 
Según la leyenda, en tiempos antiguos, un dragón acompañado de ocho dragones jóvenes emprendieron vuelo desde las faldas del monte Jiulong (九龙山 montaña de los Nueve Dragones) hacia el Mar del Este. Sin embargo, al volver la vista atrás, contemplarón la tierra que habitaban y sintieron gran nostalgia de su hogar. Entonces regresaron para establecerse en Jiulong.